# Amblyeleotris gymnocephala
Amblyeleotris gymnocephala är en fiskart som först beskrevs av Bleeker, 1853.  Amblyeleotris gymnocephala ingår i släktet Amblyeleotris och familjen smörbultsfiskar. Inga underarter finns listade i Catalogue of Life.